# اداوینجنهالی
اداوینجنهالی (به انگلیسی: Adavinagenahalli) در هند است که در کارناتاکا واقع شده‌است.